# Jakob Ellemann-Jensen
Jakob Ellemann-Jensen, född 25 september 1973 i Hørsholm, är en dansk politiker. Mellan 2019 till 2023 var han partiledare för Venstre. 

## Biografi
Jakob Ellemann-Jensen har examen från N. Zahles Gymnasium (1992). Han har en företagsekonomisk och handelrättslig utbildning (Cand.merc.jur.) från Handelshögskolan i Köpenhamn (2002) och hade dessförinnan en militär karriär – bland annat i den danska bataljonen i Bosnien-Hercegovina 1999–2000 (kapten). Han är son till förre utrikesministern Uffe Ellemann-Jensen och tidigare chefredaktören Alice Vestergaard samt halvbror till folketingsledamoten och tidigare ministern Karen Ellemann.

### Politiska uppdrag
Ellemann-Jensen var ledamot i Folketinget för Venstre från valet 2011 till 2023. Han var miljö- och livsmedelsminister mellan 2 maj 2018 och 27 juni 2019 i Regeringen Lars Løkke Rasmussen III och politisk gruppledare i Folketinget för Venstre under 2015–2018 samt i augusti-september 2019. Åren 2019–2023 var han partiledare för Venstre. I december 2022 utsågs han till försvarsminister och vice statsminister i regeringen Frederiksen II. I februari 2023 sjukskrevs han för stress, för att återvända augusti 2023. Under en kort period under hösten 2024 var han ekonomiminister innan han i oktober meddelade han att han lämnade politiken och sina politiska uppdrag.

## Utmärkelser
- Riddare av Dannebrogorden,  2021[9]
- Storkorset av den medborgerliga förtjänstorden,  30 oktober 2023[10]

[Redigera Wikidata]